# لوئیس کمبرانوس
لوئیس کمبرانوس (انگلیسی: Luis Cembranos؛ زادهٔ ۶ ژوئن ۱۹۷۲) یک بازیکن فوتبال بازنشسته اهل اسپانیا است که به عنوان هافبک راست بازی در باشگاه لگانس بازی می‌کرد و سر مربی این باشگاه فوتبال نیز بود.
وی در طول ۹ فصل در مجموع ۱۵۵ بازی و ۲۲ گل در لالیگا زده‌است، که عمدتاً با اسپانیول و رایو وایکانو بود.